# Maison Ikkoku
"Maison Ikkoku" (japanski "めぞん一刻") je japanska anime humorna romantična serija iz 1986. koja ima 96 epizoda, a koja govori o studentu Godaiju koji se zaljubio u svoju stanodavku Kyoko. Snimljena je po istoimenoj mangi koja je objavljena od 1980. do 1987. u Big Comic Spirits, autorice Rumiko Takahashi. Seriju su režirali Kazuo Yamazaki, Tomomi Mochizuki, Takashi Anno i Naoyuki Oshinaga. Znakovito je to što je to zasad jedina anime adaptacija Takahashine mange koja je završila isto kao i njen originalni strip.
Po mangi je snimljen i jedan ne osobito hvaljen igrani film iz 1986. kojeg jer režirao Shinichiro Sawai, jedan anime film, "The Final Chapter" iz 1988., te tri OVA filma; "Through the Passing Seasons", "Shipwrecked on Ikkoku Island" i "Prelude: When the Cherry Blossoms Return in the Spring".
U 2005., TV Asahi je objavio dvije liste "100 najboljih animiranih ostvarenja". "Maison Ikkoku" se našao i na jednoj i na drugoj: na listi koja je sastavljena prema anketi provedenoj diljem nacije, našao se na 80. mjestu a na listi sastavljenoj po online anketi Japanaca, završio je na 97. mjestu. U časopisu Animage, "Masion Ikkoku" je 1988. završio na visokom trećem mjestu prema glasovima čitatelja (prvo je mjesto zauzeo "Saint Seiya") a 1987. na šestom mjestu. 1989., u istom časopisu ova je serija završila na 10. mjestu s 428 glasova, dok je zadnja, 96. epizoda, osovojila čak prvo mjesto na listi najboljih epizode bilo koje anime serije te godine.

## Radnja
Tokyo. Nesuđeni student Godai nije se uspio upisati na svoj željeni fakultet, ali je iznajmio stan u kompleksu Maison Ikkoku, u kojem žive razuzdani stanari poput Hanae, Akemi i Yotsuye koji se opijaju i slave po cijele noći te ga tako ometaju. No ubrzo upozna svoju novu stanodavku, Kyoko, te se odmah zaljubi u nju. I ona gaji simpatije prema njemu, ali je još uvijek nespremna započeti novu vezu pošto joj je nedavno preminuo suprug Soichiro. S vremenom se Godai uspije upisati u trećerazredni fakultet te počne razmišljati kako da prizna Kyoko svoju ljubav. S druge strane instruktor za tenis Shun Mitaka se također zaljubio u Kyoko. Između Godaija i Kyoko izbije puno nesporazuma i svađa, ali se na kraju ipak pomire. 
No stvari se počnu komplicirati kada se u njega zaljubi stara poznanica Kozue, ne osobito bistra djevojka (koju Godai drži kao "rezervu" za slučaj da njegova romansa s Kyoko ne uspije), a kasnije i Yagami, inteligentna učenica jedne srednje škole u kojoj je on držao predavanje kao zamjenski profesor. Yagami je Godai prva ljubav tako da ga mlada tinejdžerka odluči zavesti u dvorani za tejelesni odgoj, što završi neuspjehom. Godai stoga dobrovoljno napusti školu i nađe novi posao kao odgajatelj u vrtiću, no Yagami ne odustaje te se čak i prisilno preseli u njegov stan dok Kyoko svim snagama skriva svoju ljubomoru. Yagami mu pokuša nabaviti posao kod njenog oca, ali se to ne ostvari. Godai se ubrzo zaposli u jednom klubu za odrasle a Mitaka se odluči udati za jednu drugu djevojku. Nakon puno godina Godai konačno prizna Kyoko svoju ljubav i njih dvoje se vjenča i dobije kćerku.

## Glasovi
- Issei Futamata -Godai
- Sumi Shimamoto -Kyoko
- Shigeru Chiba -Yotsuya
- Kazuyo Aoki -Hanae Ichinose
- Yuko Mita -Akemi Roppongi
- Akira Kamiya - Shun Mitaka
- Yuriko Fuchizaki -Yagami

## Popis epizoda
- 96 epizoda
  - 1. sezona
    - Episode 1: Sorry to Keep You Waiting! I'm Kyoko Otonahsi!; First aired: 3/26/1986
    - Episode 2: Love is in the Air? Which One Does Kyoko Love Best?; First aired: 4/2/1986
    - Episode 3: Hearts on Fire in the Dark! All Alone with Kyoko; First aired: 4/9/1986
    - Episode 4: Kyoko's Heart Goes Pitty-Pat! Godai is put to the Test; First aired: 4/16/1986
    - Episode 5: Kyoko's Climbing the Walls! Godai's Headed for the Hills; First aired: 4/23/1986
    - Episode 6: Shocking Springtime! Kyoko's Secret; First aired: 4/30/1986
    - Episode 7: Godai's Agony! The One Kyoko Loves; First aired: 5/7/1986
    - Episode 8: Godai's Unspeakable Declaration! If You're Going to Do It, Do It!; First aired: 5/14/1986
    - Episode 9: The Mysterious Tennis Coach is the Rival of Love; First aired: 5/21/1986
    - Episode 10: Love Panic on the Beach!; First aired: 5/28/1986
    - Episode 11: Kentaro's First Love! What's Age Got to Do with It?; First aired: 6/4/1986
    - Episode 12: One Entangled Evening! I Thought You Said You Loved Me!?; First aired: 6/11/1986
    - Episode 13: Godai the Gigolo...? Are You Going to Get That, or Shall I?; First aired: 6/18/1986
    - Episode 14: Way to Go Godai! The First Date with Kyoko; First aired: 6/25/1986
    - Episode 15: The Play's the Thing, Not the Playing Around! The Show Must Go On; First aired: 7/2/1986
    - Episode 16: Sympathy Scramble. If I Should Stumble.; First aired: 7/9/1986
    - Episode 17: The Story of Kyoko's First Love on Rainy Days Like These; First aired: 7/16/1986
    - Episode 18: Kyoko's Gift! "What, You Mean it's for Me?"; First aired: 7/23/1986
    - Episode 19: Godai and Kyoko! An Evening for Two Means Double the Trouble; First aired: 7/30/1986
    - Episode 20: Kyoko's Ticking Time Bomb! Godai's Extended Absence; First aired: 8/6/1986
    - Episode 21: Godai's Panic! The Cat Who Came to Ikkoku.; First aired: 8/13/1986
    - Episode 22: Godai Gets a Shock! Kyoko Calls it Quits; First aired: 8/20/1986
    - Episode 23: Kyoko's Brush with Danger! Mother's Nefarious Plot; First aired: 8/27/1986
    - Episode 24: Godai in Confusion! Kozue's First Kiss; First aired: 9/3/1986
    - Episode 25: In This Corner: Godai vs. Mitaka! The Clash of the Proposals; First aired: 9/17/1986
    - Episode 26: Godai's Out of It! Kyoko's on the Rampage; First aired: 9/17/1986

  - 2. sezona
    - Episode 27: Soichiro Gone!? Yakitori Memories; First aired: 9/24/1986
    - Episode 28: Even Kyoko's Surprised! "I'm Kentaro's Father"; First aired: 10/1/1986
    - Episode 29: Fall Festival Foul-Up! All Swell That Ends In a Well; First aired: 10/8/1986
    - Episode 30: What!? Kyoko Married!? Godai's Tearful Goodbye; First aired: 10/15/1986
    - Episode 31: Scandal at Ikkoku! Godai's... Shacking Up!?; First aired: 10/22/1986
    - Episode 32: The incredible, Unforgettable Egg! Yotsuya's Dangerous Gift; First aired: 10/29/1986
    - Episode 33: The Case of the Shocking Diary My Husband Had a Sweetheart!; First aired: 11/5/1986
    - Episode 34: Overpowered by Love! The Grandma Yukari Gold Tooth Gauntlet!; First aired: 11/12/1986
    - Episode 35: The Great Date Race! Kyoko and Godai Have Left the Building; First aired: 11/19/1986
    - Episode 36: A Kiss Is Just a Kiss... But a Woman's Love is Priceless; First aired: 11/26/1986
    - Episode 37: Crazy Costume Contest! Kyoko's Amazing Transformation; First aired: 12/3/1986
    - Episode 38: Godai's Dumped!? Kozue Falls for Coach Mitaka!?; First aired: 12/10/1986
    - Episode 39: Love Takes Guts! Godai's Part Time Job Ploy!; First aired: 12/17/1986
    - Episode 40: A Bittersweet Favor! Budding Christmas Love!?; First aired: 12/24/1986
    - Episode 41: Kyoko's Hot Spring Heart Stopper: Peeping Wars at the Outdoor Baths!; First aired: 1/7/1987
    - Episode 42: Godai Breaks His Leg! Chance for Love at the Hospital!; First aired: 1/14/1987
    - Episode 43: Love Speaks! Godai and Mitaka Duke it Out at the Hospital!; First aired: 1/21/1987
    - Episode 44: Kentaro Freaks Out! Yotsuya's Frightening True Identity; First aired: 1/28/1987
    - Episode 45: A Shocking Revelation: Kyoko Declares Her Love to Godai?!; First aired: 2/4/1987
    - Episode 46: Race for Kyoko! Skating Rink is Love's Battleground; First aired: 2/11/1987
    - Episode 47: Kyoko Loses It! Drunk and Crazy!; First aired: 2/18/1987
    - Episode 48: Godai's Confession! I Want You to Know How I Feel!!; First aired: 2/25/1987
    - Episode 49: Mitaka Trains! Lover Boy. Can't be Afraid of Dogs!; First aired: 3/4/1987
    - Episode 50: Kyoko in Love at First Sight?! A Strange Man Moves into Maison Ikkoku; First aired: 3/11/1987
    - Episode 51: Even Yotsuya's Shocked! The Day Maison Ikkoku Disappears; First aired: 3/18/1987
    - Episode 52: Forgive Me Soichiro! Kyoko's Tearful Decision to Remarry; First aired: 3/25/1987

- - 3. sezona
    - Episode 53: High-School Girl Power! A War Against Kyoko's Love; First aired: 4/8/1987
    - Episode 54: Bare-Faced Attack! Operation Seduction; First aired: 4/15/1987
    - Episode 55: Pajama-Girl Charges In! Maison Ikkoku in a Love Panic!; First aired: 4/22/1987
    - Episode 56: Yagami is Determined: I won't Give Up My First Love; First aired: 4/29/1987
    - Episode 57: The Princess Cometh! Mitaka is Her Prince Charming; First aired: 5/6/1987
    - Episode 58: Godai or Mitaka? A Woman's Heart is on the Line; First aired: 5/13/1987
    - Episode 59: Be Still, My Beating Heart! Asuna Kujo's Very First Time; First aired: 5/20/1987
    - Episode 60: Caught in the Act! Kyoko and Mitaka, Hot and Heavy!; First aired: 5/27/1987
    - Episode 61: Chase After Me, Godai. Kyoko's Lone Trip; First aired: 6/10/1987
    - Episode 62: Alright! In the Bath with Kyoko! Just the Two in an Open Bath; First aired: 6/17/1987
    - Episode 63: Yagami's Back by the Time She's Forgotten; First aired: 6/24/1987
    - Episode 64: Godai on the Edge! The Sweet Trap of a High School Girl; First aired: 7/1/1987
    - Episode 65: Yagami's Scream! Yotsuya's Dangerous Tutoring!; First aired: 7/8/1987
    - Episode 66: Yagami's Challenge! I Musn't Lose Against the Widow!; First aired: 7/15/1987
    - Episode 67: Even Yagami is Confused! Grandma Yukari Returns With Golden Teeth!!; First aired: 7/22/1987
    - Episode 68: Grandma Yukari's Fighting Spirit. Hot Baseball Match!; First aired: 7/29/1987
    - Episode 69: Underwater Battle. Suspicious Kiss Mark on Godai; First aired: 8/5/1987
    - Episode 70: Goodbye Grandma! Ueno Station is Party Panic; First aired: 8/12/1987
    - Episode 71: A Midsummer Night's Dream. Godau Already Found a Job?; First aired: 8/19/1987
    - Episode 72: Child is Born? Godai's Life of Joy and Cry!; First aired: 8/26/1987
    - Episode 73: Ikkoku-kan Hostage Crisis. Yagami's Big Nuisance!; First aired: 9/2/1987
    - Episode 74: Change in Employment Front. Godai's Last Come Back.; First aired: 9/9/1987
    - Episode 75: Love All the Way. Yagami and Asuna Never Give Up.; First aired: 9/16/1987
    - Episode 76: I'll Wait. Kyoko's Sudden Announcement; First aired: 9/23/1987

  - 4. sezona
    - Episode 77: Bravo Godai! The Pride of a Man; First aired: 10/14/1987
    - Episode 78: It's a Secret! Godau's Work Diary; First aired: 10/21/1987
    - Episode 79: I'm Sorry Kyoko-san. Guilt Trip Homemade Lunch; First aired: 10/28/1987
    - Episode 80: Godau in Panic! Yagami the Bunny Girl!!; First aired: 11/4/1987
    - Episode 81: Cevotion of Love. Asuna Never Gives Up After All; First aired: 11/11/1987
    - Episode 82: Perfect Dad! Godai-kun's Child Care Story; First aired: 11/18/1987
    - Episode 83: Yokohama Chaser. Kyoko-san's Going Away?!; First aired: 11/25/1987
    - Episode 84: 10005 Suspicion. Kyoko's Scandal Night; First aired: 12/2/1987
    - Episode 85: This is the Critical Point! Godau and Mitaka's Duel of Fate!; First aired: 12/9/1987
    - Episode 86: Shocking One Night! Asuna's Salad Day.; First aired: 12/16/1987
    - Episode 87: Asuna's Pregnant? Mitaka's Surprise Marriage Announcement; First aired: 12/23/1987
    - Episode 88: Love Again?! Taste of a Kiss that Kozue Left!; First aired: 1/6/1988
    - Episode 89: Unrequited Love! Godai and Kyoko, It's Over Today?; First aired: 1/13/1988
    - Episode 90: Kyoko-san Quitting! Ikkoku-kan's Memory Far Away?; First aired: 1/20/1988
    - Episode 91: Kyoko in Shock! Akemi and Godau's Unexpected Relation!; First aired: 1/27/1988
    - Episode 92: Kozue-chan's Wedding! Godau's Love is Forever?!; First aired: 2/3/1988
    - Episode 93: Sight of Spring? The Two's Hearts are in Warm Feeling!!; First aired: 2/10/1988
    - Episode 94: Alright! Godai-kun's Courageous Proposal!; First aired: 2/17/1988
    - Episode 95: Ah, Excitement! Grandma's Love Embosomed in the Ring; First aired: 2/24/1988
    - Episode 96: As Long as this Love Lasts! Ikkoku-kan is Forever...!!; First aired: 3/3/1988

## Zanimljivosti
- Autorica Rumiko Takahashi je isprva htjela prikazati mozaičnu priču s više likova u kompleksu Maison Ikkoku, ali se je predomislila i koncentrirala samo na vezu između Godaija i Kyoko.
- Mnoga imena likova imaju značenje na japanskom jeziku. Primjerice, Godai znači "5 generacija" a Mitaka "3 jastreba".

## Kritike
| „                     | "Ništa, ništa, ništa vas ne može pripremiti na ovu seriju. Kada većina vas misli na Rumiko Takahashi, odmah pomislite na slapstick humor i pretjerane likove koji čine seriju cirkusom. Nikada ne biste očekivali da je baš ta Takahashi majstorica u stvaranju suptilnih, nježnih i ambicioznih veza - bez odbijanja, nasilja, natjecanja u deranju i vrste ponašanja "Volim te ali se pravim da te mrzim" primjerenom dječjem vrtiću. Maison Ikkoku vas vodi natrag u dane kada je ljubav bila - pa, nikako jednostavna, ali slađa i nježnija nego danas...Za razliku od većine Takahashinih novijih (i predugih) serija, ova ima nagrađujući završetak. Jedan koji vas tjera da istodobno plačete i navijate. Rijetko kada se u anime seriji pojave likovi s kojima se smijete, opijate, plačete, zabavljate. A Godai i Kyoko otvaraju vrata da se pridružite sa njima u Ikkoku kompleksu - i najboljim danima njihovih mladih odraslih života...Možda nikada neće postojati "najbolja anime serije svih vremena", ali ja bi se sigurno kladila da bi se ova serija našla na većini lista najboljih animea." | ” |
| — Melissa D. Johnson, | |   |

| „             | "Kako uopće recenzirati jednu od najljepših i najpotresnijih romantičnih komedija ikada napravljenih?...Ovu seriju je jako zabavno gledati. Prvo pomislite: "Kako bi oni uopće mogli održati ovo stanje svih 96 epizoda?", ali onda se počnete pitati kako će uopće moći završiti priču tako brzo. Gledati Godaija kako raste i razvija se tijekom serije je fascinantno. On doživljava neuspjeh u toliko puno prilika da kada konačno otkrije zanimanje u kojem je dobar to rezultira sa nevjerojatnom transformacijom, a koja je i vrlo uvjerljiva." | ” |
| — Chris Reed, | |   |

| „      | "U pravom životu, parovi se zaljubljuju polagano, baš kao i ovdje. Putovanja i iskustva likova su stvarna i ne događaju se preko noći, i to je to što čini ovaj anime tako intrigantnim. Neki ljudi zovu "Maison Ikkoku" kriškom života, ali ona je definitivno cijela pita života...i to vrlo ukusna! Ako niste vidjeli ovu seriju, propuštate klasik koji usitinu definira riječ anime." | ” |
| — Eek, | |   |

| „        | "Mnogi anime entuzijasti ne vole animaciju iz starijih vremena, te radije vole nove televizijske premijere. Priznajem da sam i osobno sumnjao, pretpostavljajući da je ovo opet samo još jedan novi pogled na istu priču. No s lijepom, dosljednom animacijom te predstavljanjem jedinstvenih likove ovo je brzo postao jedan od mojih najdražih animea...Iako je ovaj anime iz 80-ih češće zanemarivan nego nije, svatko iz kruga ljubitelja gđe. Takahashi će vam reći da je ovaj kraj najzadovoljavajući u svojem žanru. Iznenađujuće za svoju dužinu, moram se složiti iz srca." | ” |
| — Godai, | |   |

## Vanjske poveznice
- Maison Ikkoku u internetskoj bazi filmova IMDb-a
- Maison Ikkoku na Anime News Network Encyclopedia
- Maison Ikkoku na AnimeNfo.Com
- Maison Ikkoku manga recenzija kod Mangareviewer.com  Arhivirana inačica izvorne stranice od 3. rujna 2006. (Wayback Machine)
- Maison Ikkoku fan site  Arhivirana inačica izvorne stranice od 3. svibnja 2006. (Wayback Machine)
- Yusaku Godaijov život kod Maison Ikkoku